# Riddle Wired
Riddle Wired (リドルワイアード, Riddle Wired: Quiz Dokusen Kigyō no Hōkai) est un jeu vidéo de stratégie sorti en août 1991 sur Mega Drive. Il a été développé et édité par Sega. Le jeu était compatible avec le réseau Meganet, mais n'est sorti qu'au Japon.